# Ташликуль (Буздяцький район)
Ташлику́ль (рос. Ташлыкуль, башк. Ташлыкүл) — село у складі Буздяцького району Башкортостану, Росія. Входить до складу Гафурійської сільської ради.
Населення — 318 осіб (2010; 340 у 2002).
Національний склад:
- башкири — 66 %
- татари — 27 %